# Partizanski odredi Slovenije
Partizanski odredi Slovenije so odredi, ki so delovali v NOV in PO Slovenije.
- Belokranjski odred
- Briško-beneški odred
- Dolenjski odred
- Dolomitski odred
- Dravski odred
- Gorenjski odred
- Haložanski odred
- Idrijski odred
- Idrijsko-tolminski odred
- Istrski partizanski odred
- Jeseniško-bohinjski odred
- Južnoprimorski odred
- Kamniško-savinjski odred
- Kamniško-zasavski odred
- Kočevski odred
- Kokrški odred
- Koroški odred
- Kozjanski odred
- Krimski odred
- Krški odred
- Lackov odred
- Loški odred
- Mornariški odred Koper
- Notranjski odred
- Pohorski odred
- Primorski odred
- Ptujski odred
- Savinjski odred
- Severnoprimorski odred
- Soški odred
- Škofjeloški odred
- Štajerski odred
- Tolminski odred
- Vzhodnodolenjski odred
- Vzhodnokoroški odred
- Zapadnodolenjski odred
- Zapadnokoroški odred
- Zapadnoprimorski odred